# St. Michael’s Cathedral (Sitka)

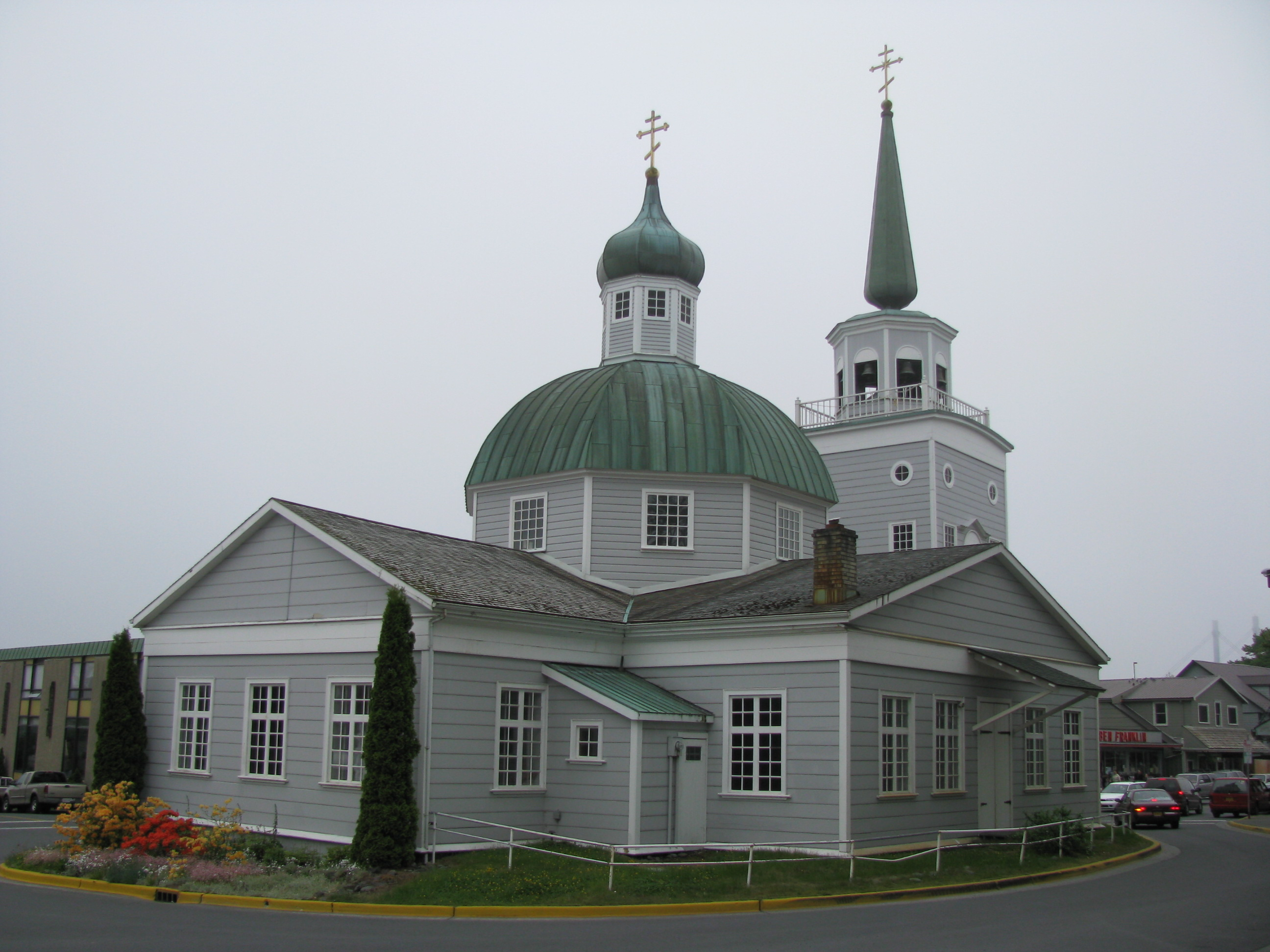
St. Michael’s Cathedral im Jahr 2008

Die Cathedral of St. Michael the Archangel ist eine Kirche in Sitka im US-Bundesstaat Alaska und die Kathedrale der Diözese von Alaska der Orthodoxen Kirche in Amerika (Orthodox Church in America).

## Geschichte
Die ursprüngliche Kirche wurde zwischen 1844 und 1848 unter der russischen Kolonialherrschaft Alaskas aus Holz erbaut und war Sitz der russisch-Orthodoxen Diözese, die ganz Nordamerika umfasste. 1872, fünf Jahre nach dem Verkauf Alaskas an die Vereinigten Staaten, wurde die Kirche Sitz der Diözese von Alaska der Orthodoxen Kirche in Amerika, was sie auch heute noch ist. Am 13. Juni 1962 erhielt die St. Michael’s Cathedral den Status einer National Historic Landmark. 1966 brannte die ursprüngliche Kirche ab und wurde durch einen originalgetreuen Neubau ersetzt, der 1978 eingeweiht wurde.